# Żeglarstwo na Światowych Wojskowych Igrzyskach Sportowych 2011
Żeglarstwo na Światowych Wojskowych Igrzyskach Sportowych 2011 rozgrywane było pomiędzy 18 a 22 lipca 2011 w brazylijskim Rio de Janeiro podczas igrzysk wojskowych zawody zostały przeprowadzone na obiektach  Escola Naval da Baía de Guanabara.
Zawody były równocześnie traktowane jako 45 Wojskowe Mistrzostwa Świata w żeglarstwie.

## Harmonogram
| Lipiec     | 15 | 16 | 17 | 18 | 19 | 20 | 21 | 22 | 23 | 24 |
| ---------- | -- | -- | -- | -- | -- | -- | -- | -- | -- | -- |
| Żeglarstwo |    |    |    |    |    |    |    | 3  |    |    |

Legenda
|  | Dzień regat |  | Finał (ilość) |

## Rezultaty

### Mężczyźni
| Konkurencja  | Złoto     | Złoto | Srebro     | Srebro | Brąz                                                              | Brąz  |
| Konkurencja  | Zawodnik  | Wynik | Zawodnik   | Wynik  | Zawodnik                                                          | Wynik |
| klasa HPE 25 | Ukraina · |       | Brazylia · |        | Polska · Marcin Czajkowski · Ireneusz Kamiński · Piotr Przybylski |       |

### Kobiety
| Konkurencja  | Złoto       | Złoto | Srebro | Srebro | Brąz                | Brąz  |
| Konkurencja  | Zawodniczka | Wynik | Zawodniczka                                                                                                   | Wynik  | Zawodniczka         | Wynik |
| klasa HPE 25 | Brazylia ·  |       | Polska · Magdalena Kaczyńska · Joanna Sowa · Zofia Truchanowicz · Aleksandra Tułodziecka · Katarzyna Tylińska |        | Stany Zjednoczone · |       |

### Mikst
| Konkurencja    | Złoto                  | Złoto | Srebro                 | Srebro | Brąz                   | Brąz  |
| Konkurencja    | Zawodniczka / Zawodnik | Wynik | Zawodniczka / Zawodnik | Wynik  | Zawodniczka / Zawodnik | Wynik |
| osada mieszana | Brazylia ·             |       | Grecja ·               |        | Bahrajn ·              |       |

## Klasyfikacja medalowa
* Organizator zawodów został zaznaczony tym kolorem, Polskę oznaczono tekstem pogrubionym.
| Miejsce           | Reprezentacja     | Złoto | Srebro | Brąz | Razem |
| ----------------- | ----------------- | ----- | ------ | ---- | ----- |
|                   |                   |       |        |      |       |
| 1                 | Brazylia *        | 2     | 1      | 0    | 3     |
| 2                 | Ukraina           | 1     | 0      | 0    | 1     |
| 3                 | Polska            | 0     | 1      | 1    | 2     |
| 4                 | Grecja            | 0     | 1      | 0    | 1     |
| 5                 | Bahrajn           | 0     | 0      | 1    | 1     |
| 5                 | Bahrajn           | 0     | 0      | 1    | 1     |
| Ogółem (6 państw) | Ogółem (6 państw) | 3     | 3      | 3    | 9     |

Źródło: